# 844 Leontina
844 Leontina eller 1916 AP är en asteroid i huvudbältet, som upptäcktes den 1 oktober 1916 av den österrikiske astronomen Joseph Rheden i Wien. Den har fått sitt namn efter den österrikiska staden Lienz.
Den har en diameter på ungefär 42 kilometer.